# Clarence Edward Beeby
Clarence Edward Beeby, dit C. E. Beeby, né le 16 juin 1902 à Meanwood (en) et mort le 10 mars 1998 à Wellington, est un pédagogue, psychologue, professeur d’université, haut fonctionnaire et diplomate néo-zélandais, souvent considéré comme le père de l'éducation moderne en Nouvelle-Zélande et le plus grand penseur éducatif du pays. Il est compagnon de l'ordre de Saint-Michel et Saint-Georges et membre de l'ordre de Nouvelle-Zélande.

## Biographie

### Famille, jeunesse et études
Clarence Edward Beeby naît le 16 juin 1902 à Meanwood, dans la périphérie de Leeds, en Angleterre. Ses parents sont issus de la classe ouvrière : Anthony Beeby, pharmacien, et Alice Beeby, née Rhodes ; il a un frère aîné. En 1906, la famille émigre à Christchurch, en Nouvelle-Zélande. Clarence, surnommé « Beeb » est décrit comme intelligent et studieux. Il est le meilleur élève de l’école de New Brighton et l’un des meilleurs de la Christchurch Boys' High School (en). Il s’intéresse à la littérature, à la dramaturgie, à la philosophie, aux débats et au méthodisme.
À partir de 1920, il étudie le droit à l’université de Canterbury dans l’objectif de devenir avocat, et travaille en parallèle en tant que commis dans un cabinet. Il souhaite ensuite enseigner à l’école primaire. En 1921, il entre au Christchurch Training College, où il rencontre Beatrice Eleanor Newnham (en), sa future épouse, Walter Harris, son meilleur ami, et James Shelley (en), professeur charismatique. Il obtient son diplôme en 1924, avec les honneurs de première classe en philosophie. Sur le conseil de Shelley, il entre à l’université Victoria de Manchester pour y passer un doctorat, supervisé par le psychologue Charles Spearman. Avant qu'il ne parte pour l'Angleterre, il se fiance avec Beatrice, et ils se marient lorsqu'elle le rejoint à Manchester, le 6 juin 1926. Ils ont deux enfants, une fille et un garçon.

### Carrière
À son retour à l’université de Canterbury, il devient maître de conférence en éducation expérimentale et en psychologie expérimentale. En 1929 et 1930, il visite des laboratoires de psychologie aux États-Unis et au Canada, ce qui lui permet d’apprendre des développements nouveaux dans les domaines qu’il étudie : les tests éducatifs, le rattrapage scolaire, l’orientation éducative et professionnelle et les relations industrielles. Il succède à Shelley au poste de directeur du laboratoire de psychologie en 1932, et devient professeur par intérim de philosophie en 1934.
Ensuite, il s’installe à Wellington, où il devient le premier directeur du New Zealand Council for Educational Research (en) (NZCER). Il le fait passer d’un obscur département à une organisation reconnue dans tout le pays reconnue pour son indépendance et la qualité de ses recherches et commentaires. Il organise en juillet 1937 la conférence New Education Fellowship, qui réunit de nombreux pédagogues néo-zélandais et étrangers, ce qui le fait remarquer par Peter Fraser, alors ministre de l’éducation. En 1938, Beeby est nommé directeur adjoint du département d’éducation sur l’impulsion de Fraser, et en devient le directeur le 1er mai 1940. Il transforme alors intégralement l’éducation dans le pays. Quand il quitte son poste en 1960, l’immense majorité du système éducatif du pays a changé. Sa doctrine est surnommée « beebyism ».
En 1945, Fraser l’envoie réformer les systèmes éducatifs des Îles Cook, de Niue et des Samoa. Il dirige la délégation néo-zélandaise lors de la première conférence générale de l’UNESCO à Paris en 1946, et joue un rôle central dans les délibérations et dans de nombreuses conférences générales suivantes. Entre 1948 et 1949, il est assistant directeur général de l’UNESCO, avec pour mission d’élaborer des politiques éducatives et des méthodes de travail. Il est en parallèle ambassadeur de Nouvelle-Zélande en France de 1960 à 1963,. Dans les années 50, il est le principal conseiller éducatif du gouvernement néo-zélandais sur l’aide aux pays d’Asie du Sud et du Sud-Est dans le cadre du plan de Colombo. En 1959, il dirige la délégation néo-zélandaise à la conférence du Commonwealth sur l’éducation organisée à l’université d'Oxford, et joue un rôle clé dans la rédaction du programme du Commonwealth pour le développement éducatif. Il est nommé au conseil exécutif de l’UNESCO en 1960, et en devient président fin 1962. À la fin de son mandat en octobre 1963, il devient chercheur au centre pour l’éducation et le développement de l’université Harvard, puis professeur invité à l’institut d’éducation de l’université de Londres.
Il rentre à Wellington fin 1968, et devient directeur émérite du NZCER. Il est régulièrement contacté pour conseiller des gouvernements et organismes internationaux, prendre la parole lors de conférences ou séminaires ou rédiger des publications. De 1970 à 1975, il est le principal conseiller pour l’éducation du gouvernement indonésien. Il quitte son cabinet de conseil international en 1987. Il meurt à Wellington le 10 mars 1998, sept ans après Beatrice.

## Publications
- (en) The psychology of laughter and the comic, University of Canterbury, 1923 (présentation en ligne)
- (en) The education of the adolescent in New Zealand, NZCER, 1937, 28 p. (ISBN 9780598730008 et 0598730001, présentation en ligne)
- (en) The quality of education in developing countries, Cambridge, HUP, 5 février 1966 (ISBN 9780674188181 et 9780674188198, présentation en ligne)
- (en) Planning and the educational administrator, UNESCO, 1967, 36 p. (ISBN 92-803-1009-7, présentation en ligne)
- (en) Assessment of Indonesian education: a guide in planning, Wellington, NZCER, 1979, 349 p. (ISBN 0-908567-06-5, présentation en ligne)
- (en) Books You Couldn't Buy: Censorship in New Zealand, Milburn, 1981, 16 p. (ISBN 9780705507615 et 0705507610, présentation en ligne)
- (en) The biography of an idea, Wellington, NZCER, 1992, 326 p. (présentation en ligne)

## Distinctions
Il est souvent considéré comme le père de l’éducation moderne en Nouvelle-Zélande et le plus grand penseur éducatif du pays. Il obtient des doctorats honoris causa de la part des universités d'Otago, de Canterbury et de Wellington. Il est membre à vie de l’institut pédagogique néo-zélandais, et membre étranger de l’académie pédagogique nationale des États-Unis. Il est récompensé par l’UNESCO par la médaille de la route de la soie du dialogue. Il est nommé compagnon de l’ordre de Saint-Michel et Saint-Georges en 1956 et membre de  l’ordre de Nouvelle-Zélande, distinction la plus élevée du pays, en 1987.